# يغور كريد
إيغور كريد (الروسية: Егор Крид) (الاسم الكامل - إيغور نيكولاي بولاتكن)، ولد في 25 يونيو 1994، في مدينة بينزا في روسيا، وهو مغني لموسيقى الهيب هوب.

## السيرة الذاتية
من الطفولة وهو يحلم بأن يصبح موسيقياً، ومن سن مبكر أصبح من المهتمين بموسيقى الهيب هوب.
ومن مرحلة المدرسة أحس بموقف إجلالا إلى الموسيقى والقطاع الإبداعي ككل، وفي سن المراهقة كان إيغور مرتبطًا مع إنشاء الأغاني عن مشاكل الناس وخبرات الحب. 
ودرس إلى السنة الثانية في معهد الموسيقى في روسيا.

## أعماله الموسيقية
في عام 2011 شهد عالم الإنترنت أول كليب له باسم «الحب في شبكة الأنترنت» الذي أخذه بشكل مستقل.
وفي سنة 2012  فاز بجائزة نجم فكنتاكت - على القناة الخامسة، بمشروع أفضل هيب هوب، بعدها قدم أغنيته "إلهام" في قاعة  ميدان سانت بطرسبرغ «أكتوبر». 
إلتفت أنتباه شركة التسجيلات إليه بعد أن غنى  "لا تصبح مجنوناً  للمغني "تيمتي" بعد أن حصدت مليون مشاهدة.
وفي نفس العام 2012 وقع عقد مع شركة بلاك ستار، وفي عام 2014، أصدر الفنان واحدة «أقوى أقوى»، الذي يحتل السطور الأولى. إلى هذه اللحظة، الكليب حصد أكثر من 70 مليون مشاهدة على موقع يوتيوب.
وفي عام 2015 صدر أول ألبوم له «أعزب» وألحقه ب «عروس».

## الألبومات

### الفردية
| الأغنية                 | تاريخ الأصدار  |
| ----------------------- | -------------- |
| «الحب في شبكة الأنترنت» | 2011           |
| «المسافات»              | 30 ينابر 2012  |
| «النجم الصاعد»          | 2012           |
| «أتمسك بكِ»              | 2012           |
| «أكبر من مجرد حب»       | 12 سبتمبر 2013 |
| «لغز»                   | 15 أكتوبر 2013 |
| «خارج الوقت»            | 29 أكتوبر 2013 |
| «التواضع ليس في الموضة» | 15 أبريل 2014  |
| «تحتاج إلى»             | 24 أبريل 2014  |
| «عظيمة عظيمة»           | 27 فبراير 2015 |
|                         |                |
|                         |                |

## وصلات خارجية
- يغور كريد على موقع IMDb (الإنجليزية)
- يغور كريد على موقع ميوزك برينز (الإنجليزية)
- يغور كريد على موقع أول ميوزيك (الإنجليزية)
- يغور كريد على موقع ديسكوغز (الإنجليزية)
- يغور كريد على موقع قاعدة بيانات الفيلم (الإنجليزية)
- يغور كريد على موقع كينوبويسك (الروسية)

- صفحته على اليوتيوب
- صفحته على VK